# Matthew Goode
Matthew William Goode (Exeter, Inglaterra, 3 de abril de 1978) é um ator britânico. Goode teve o seu primeiro papel de destaque na comédia romântica Chasing Liberty de 2004, filme que lhe valeu uma nomeação para os Teen Choice Awards. Nos anos seguintes teve papéis secundários em filmes como Match Point (2005) de Woody Allen, na comédia Me and You (2006) e no drama de época Copying Beethoven (2006). Em 2008 recebeu elogios da crítica pelo seu desempenho no filme Brideshead Revisited e em 2009 interpretou o herói Ozymandias no filme Watchmen.
Desde então, Goode participou em filmes como A Single Man (2009), Cemetery Junction (2010), Stoker (2013), Belle (2013), The Imitation Game (2014) e Self/less (2015). Goode tem também uma carreira prolífica na televisão com papéis em séries como Downton Abbey, onde interpretou Henry Talbot; The Good Wife, onde interpretou Finley "Finn" Polmar e The Crown, onde interpretou Antony Armstrong-Jones, o marido da princesa Margarida, Condessa de Snowdon. Foi ainda protagonista da série Dancing on the Edge e o seu papel valeu-lhe uma nomeação para os Satellite Awards.

## Biografia
Matthew Goode nasceu em Exeter, Devon, filho de um geologista e de uma enfermeira e encenadora amadora. Goode é o mais novo de cinco filhos: tem um irmão, dois meios-irmãos e uma meia-irmã. O ator cresceu na aldeia de Clyst St. Mary e frequentou a Exeter School, uma escola independente em Exeter. Após terminar uma licenciatura em Representação na Universidade de Birmingham, ingressou na Webber Douglas Academy of Art em Londres.
Goode é casado com Sophie Dymoke desde 2007. O casal tem duas filhas e um filho.

## Filmografia
- 2023 - Freud's Last Session
- 2019 - Official Secrets[4]
- 2018 - A Discovery of Witches
- 2018 The Guernsey Literary & Potato Peel Pie Society
- 2015 Self/less
- 2014 The Imitation Game
- 2014 Downton Abbey
- 2014 Dancing on the Edge
- 2014 The Good Wife (Finn Polmar)
- 2013 Stoker
- 2013 Belle
- 2011 Burning Man
- 2010 Casa Comigo?
- 2009 A Single Man (filme)
- 2009 Watchmen
- 2008 Brideshead Revisited
- 2007 The Lookout
- 2006 Copying Beethoven
- 2006 Imagine Me & You
- 2005 Match Point
- 2004 Chasing Liberty
- 2003 Al Sur de Granada